# 벨리타 모레노
벨리타 모레노(Belita Moreno, 1949년 11월 1일 ~ )는 미국의 배우, 연극 배우, 텔레비전 배우, 영화배우이다.
댈러스에서 태어났다.

## 방송
- 조지 로페즈

## 영화
- 페어리 리갈 (2011년) - 베티 역
- 윔피 키드 (2010년) - 노튼 부인 역
- 조지 로페즈 (2002년) - 베니 역
- 그로스 포인트 블랭크 (1997년)
- 데스 베네피트 (1996년)
- 긴급 명령 (1994년)
- 크레이지 프럼 더 하트 (1991년)
- 미망인의 계절 (1990년)
- 노바디스 풀 (1986년)
- 케네디가의 신화 (1985년)
- 악마의 유혹 (1984년)
- 리멤버 마이 네임 (1978년)